# Saint-Laurent-Nouan
Saint-Laurent-Nouan è un comune francese di 4 330 abitanti situato nel dipartimento del Loir-et-Cher nella regione del Centro-Valle della Loira. Nelle vicinanze della città sorge un impianto nucleare, che nel 1969 e nel 1980 ebbe due incidenti al 4º livello scala INES, senza tuttavia propagazione di radioattività all'esterno.

## Società

### Evoluzione demografica
Abitanti censiti

## Amministrazione

### Gemellaggi
- Winnweiler, Germania